# 九七式曲射歩兵砲

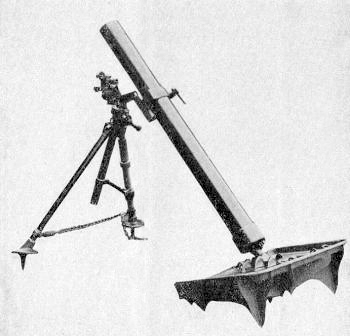
九七式曲射歩兵砲

九七式曲射歩兵砲（きゅうななしききょくしゃほへいほう）は、1937年（昭和12年）に開発が開始され、1939年（昭和14年）に制式制定されて日本陸軍で運用された迫撃砲。当時歩兵大隊に配備されていた九二式歩兵砲を補完するものとして開発された。

## 概要
昭和6年（1931年）、フランスのストークブラン社より口径81mmの迫撃砲の売り込みがあったが、当時は九二式歩兵砲の導入が決定したばかりでもあり、この採用は見送られた。しかし、同形式の迫撃砲は研究開発の要があるという必要は認められたため、同社より特許および見本を購入し、研究が進められた。こちらの研究からはガス弾投射機としての九四式軽迫撃砲、九六式中迫撃砲が生まれていくことになる。

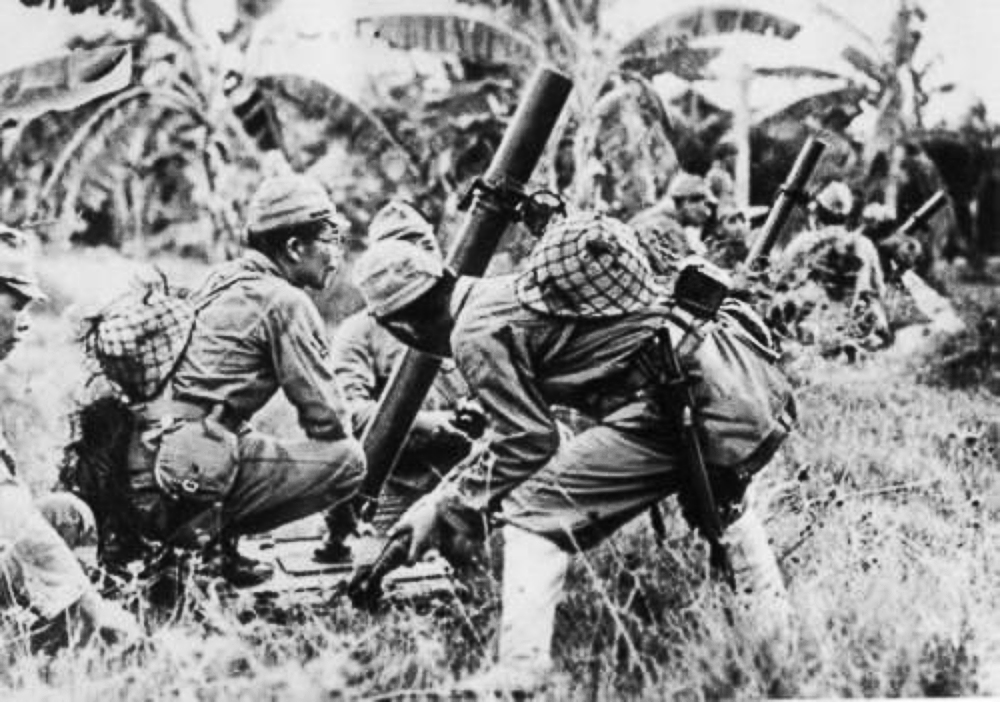
本砲を運用する海軍陸戦隊

しかし、満州事変、並びにその後の中国大陸での戦闘で中国軍が使用したドイツ製迫撃砲（8 cm sGrW 34）の有効性を身をもって体験した陸軍は、同形式の歩兵大隊砲の整備の必要性を認め、購入したストークブラン式迫撃砲の特許を元に1937年（昭和12年）5月より設計を開始、6月には早くも大阪砲兵工廠に試製発注した。この試作は7月20日付陸密第92号陸軍技術本部兵器研究方針により正式に認可され、11月には試製砲が完成、直ちに試験に着手した。昭和12年度冬季北満試験では「本砲は酷寒期において取扱容易、機能良好にしておおむね実用に適す」と判定され、1938年（昭和13年）5月には陸軍歩兵学校に委託して試験を行い「一般大隊砲としては適当と認めがたい。ただし、駄馬編成師団の大隊砲、あるいは一般歩兵連隊の増加装備歩兵砲としては適当なるものと認む」という判決を得た。以上のように初めから限定的な使用を前提として制式化された兵器であり、九二式歩兵砲の代替・後継を目的としたものではない。仮制式制定上申は昭和13年8月、制式制定は翌年1月となった。
実戦における九七式曲射歩兵砲は、その軽量さや発射速度の速さ・発砲時の音や煙が少ない点が高い評価を得たが、ストークブラン式迫撃砲の本質的特徴である射撃精度の低さからくる弾薬消費の多さが好まれず、当初は二線級師団の代用兵器として中国戦線の警備部隊に配備が進められた。
太平洋戦争勃発後は九四軽迫および九六中迫と同様に、南方戦線の要求から生産数が増加し、その軽便さを買われて海上機動旅団の主要重火器としても配備されるようになった。砲弾は、同じくストークブラン社の81mm迫撃砲をライセンス生産したアメリカ軍のM1 81mm 迫撃砲と安全に互換でき、日米双方とも敵国製弾薬の射表を用意していた。
大阪造兵廠第一製造所の調査によると、1942年（昭和17年）10月までの生産数（火砲製造完成数）は1,238門であった。また、昭和17年度末（1943年（昭和18年）3月末）の整備状況調査によると、昭和17年度（昭和17年4月-同18年3月）の製造数は888門である。
また、海軍も本砲を一部簡略化した上で三式八糎迫撃砲（さんしきはっせんちはくげきほう）の名称で制式採用し、横須賀海軍工廠で製造した。陸戦隊に配備した他、音響弾を発射する対潜威嚇用の兵器として海防艦などに装備した。

## 諸元・性能
諸元
- 種別: 迫撃砲
- 口径: 81.3 mm
- 砲身長: 1,269 mm
- 重量: 67 kg

性能
- 俯仰角: +45〜+80度
- 旋回角: 左右各3度
- 初速: 196 m/秒
- 最大射程: 2,850 m
- 発射速度: 20発/分

砲弾・装薬
- 弾薬: 81 mm迫撃砲弾・装薬
- 砲弾: 

  - 九七式榴弾
  - 一〇〇式榴弾